# Yousry Nasrallah
Yousry Nasrallah (arab. يسرى نصر الله; ur. 26 lipca 1952 w Kairze) – egipski reżyser i scenarzysta filmowy.
Urodził się w Kairze w rodzinie koptyjskiej. W swoim rodzinnym mieście studiował ekonomię i nauki polityczne. Początkowo pracował jako krytyk filmowy, a następnie w latach 80. został asystentem reżysera przy filmach Youssefa Chahine'a. Od 1988 samodzielnie reżyserował filmy fabularne, wśród których były m.in. Marcides (1993), El Medina (1999), Bab el shams (2004), Opowiadaj, Szeherezado (2009) czy Po bitwie (2012). Ten ostatni obraz zaprezentowany został w konkursie głównym na 65. MFF w Cannes.
Zasiadał w jury sekcji "Cinéfondation" na 58. MFF w Cannes (2005) oraz w sekcji "Horyzonty" na 63. MFF w Wenecji (2006). Przewodniczył obradom jury sekcji "Cinéfondation" na 75. MFF w Cannes (2022).